# Beaulieu-sur-Loire
 Beaulieu-sur-Loire  es una población y comuna francesa, situada en la región de Centro, departamento de Loiret, en el distrito de Montargis y cantón de Châtillon-sur-Loire.

## Demografía
| 1456 | 1538 | 1525 | 1502 | 1644 | 1693 |
| Para los censos de 1962 a 1999 la población legal corresponde a la población sin duplicidades (Fuente: INSEE [Consultar]) |      |      |      |      |      |